# Benson Ridge
Benson Ridge ist schroffer Gebirgskamm in der antarktischen Ross Dependency. Er ragt 8 km westlich des nördlichen Endes der Holland Range zwischen dem Robb-Gletscher und dem Bondeson-Gletscher auf.
Der United States Geological Survey kartierte ihn anhand von Tellurometervermessungen und Luftaufnahmen der United States Navy aus den Jahren von 1960 bis 1962. Das Advisory Committee on Antarctic Names benannte ihn 1966 nach dem US-amerikanischen Glaziologen Carl S. Benson (* 1927), der für das United States Antarctic Research Program zwischen 1961 und 1962 auf der Roosevelt-Insel tätig war.